# テレゴ県
テレゴ県（テレゴけん、英語: Terego District）は、ウガンダの北部地域、西ナイル地方の県。県都はアイーヴ副郡のレジュ・トレーディングセンターに置かれている。面積は1,102平方キロメートル、人口は20万人（2014年国勢調査）、23万人（2020年投影人口）。西テレゴ郡と東テレゴ郡の2郡から成り、2つの選挙区が設定されている。またテレゴ郡時代には6つの副郡があった。
前身はアルア県のテレゴ郡で、分離と再編入と10年以上に及ぶ県への昇格運動の末成立した経緯をもつ。2006年7月1日に西のマラチャ郡と共にアルア県から分離しニャデリ県（Nyadri）となるが、マラチャ郡と県名および県庁所在地で対立。暫定的にマラチャ＝テレゴ県と呼ばれ、県庁が無かったためアルア県が代わりに県政を担う事態になった。2009年3月27日にウガンダ最高裁判所の決定によってニャデリ市に県庁が設置されることになったが、結局2010年にマラチャ郡は単独で県（マラチャ県）となり、テレゴ郡はアルア県に戻ることになった。アルア県に戻った後も昇格運動を続け、2020年5月5日にウガンダ議会でテレゴ県の設置が採決される。同年7月1日に施行され、ウガンダの136番目（県と同格のカンパラ市を除くと135番目）の県となった。